# Le Bel Étudiant
Pour plus de détails, voir Fiche technique et Distribution.
Le Bel Étudiant (Huddle) est un film américain en noir et blanc réalisé par Sam Wood, sorti en 1932.

## Synopsis
Tony Amatto, fils d'immigrés italiens, travaille comme sidérurgiste dans l'Indiana. Grâce à une bourse, il peut étudier à l'Université Yale. Au cours de sa formation, il apprend toutes sortes de choses sur le sport, l'amour et les préjugés liés à son origine immigrée. Il devient une star du football américain et parvient à séduire la jeune héritière Rosalie Stone.

## Fiche technique
- Titre original : Huddle
- Titre français : Le Bel Étudiant
- Réalisation : Sam Wood
- Scénario : Francis Wallace (writer) (en) (histoire), Robert Lee Johnson  et Arthur S. Hyman (adaptation)
- Direction artistique : Cedric Gibbons
- Costumes : Adrian (robes)
- Photographie : Harold Wenstrom
- Montage : Hugh Wynn
- Producteur : Sam Wood
- Société de production et de distribution : Metro-Goldwyn-Mayer
- Pays de production :  États-Unis
- Langue originale : anglais américain
- Format : noir et blanc — 35 mm — 1,37:1 — son : mono (Western Electric Sound System)
- Genre : drame psychologique
- Durée : 103 minutes
- Dates de sortie :
  - États-Unis : 14 mai 1932
  - France : 16 mars 1934
  - Belgique : 27 avril 1934

## Distribution
- Ramón Novarro : Tony Amatto
- Madge Evans : Rosalie Stone, l'héritière
- Una Merkel : Thelma
- Ralph Graves : Coach Malcolm Gale
- John Arledge : Jim 'Pidge' Pidgeon
- Frank Albertson : Larry Wilson
- Kane Richmond : Tom Stone
- Martha Sleeper : Barbara Winston
- Henry Armetta : M. Amatto
- Ferike Boros : Mme Amatto
- Rockliffe Fellowes : M. Stone
- Joe Sawyer : Slater

Acteurs non crédités
- Theodore von Eltz : M. Pearson
- Lee Kohlmar : Leo
- Sidney D'Albrook : Job Foreman
- Charley Grapewin : docteur
- Fred Kelsey : policier
- Edmund Mortimer : invité au dîner dansant
- Dennis O'Keefe : invité au dîner dansant
- Leo White : serveur
- James Donlan : chahuteur au jeu
- Tom Kennedy

## Production
- Le film a été tourné avec un budget considérable de 514 000 dollars[1]. Le tournage a duré neuf semaines.

- De vrais étudiants ont été recrutés comme figurants, ce qui apporte de l'authenticité aux scènes de foule. Payés cinq dollars par jour, ils étaient moins chers à l'embauche que les figurants professionnels moyens d'un film à Los Angeles, dont le salaire était fixé à 7,50 dollars par jour[2].

- L'un des figurants du film est Buster Crabbe, future vedette, qui figure dans quelques scènes avant d'être licencié en raison d' « impolitesse par inadvertance envers la star [Ramon Novarro] pendant les répétitions. »[3]

- Pour son rôle, l'acteur principal Ramon Novarro a dû apprendre le football américain ainsi que le football classique car son personnage joue au football américain dans la version américaine, et au football classique dans les versions internationales[4].

- Ramon Novarro considérait que le studio n'avait pas fait le bon choix en lui proposant ce rôle[5]. De fait, c'est Robert Montgomery qui avait été initialement envisagé pour le rôle principal. Il peut paraître étrange que, pour incarner une star du football universitaire, la MGM ait préféré Ramon Novarro, alors âgé de 33 ans et au physique peu athlétique. L'historien Mark A. Vieira attribue la décision de Novarro d'accepter ce « rôle douteux » comme une faveur faite au directeur général de la MGM, Irving Thalberg, lequel avait accordé à l'acteur la pleine autonomie pour diriger des versions en langues étrangères du film Call of the Flesh (en) (1929).

- Toutes les stars du football américain de l'époque (Merger Asplit, Gene Clark, Dale Van Sickel, Jess Hibbs, Ernie Pinkert et Manfred Vezie) figurent également dans le film afin de donner de l'authenticité aux matchs[6].